# Cala Sa Boadella
La cala de Sa Boadella es una playa nudista situada en el término municipal de Lloret de Mar (Gerona) España; en la Costa Brava Sur, entre la playa de Santa Cristina y la playa de Fenals. 
Es una playa de arena gruesa, de unos 250 metros de largo y un 10% de pendiente. Cuenta con varios servicios como duchas equipadas con lavapiés, un restaurante y servicio de socorrista con caseta de primeros auxilios. Los vehículos transitan y pueden estacionar a unos 250 metros de la playa (que se encuentra en desnivel negativo)
La playa entera es de tradición nudista, pero debido al incremento de turistas estos últimos años,  la parte derecha, la más alejada de los Jardines de Santa Clotilde es donde mayoritariamente se practica el nudismo, mientras que en la otra mitad, por donde se accede y en donde se encuentran los servicios públicos, no se suele practicar. Eso ha provocado que varias asociaciones nudistas se posicionen en contra del turismo masivo. Éstas no obligan a hacer nudismo, sino que piden respeto por la tradición, debido a los comentarios despectivos sobre el nudismo que escuchan de algunos visitantes. 
En esta playa el acceso de perros/animales de compañía está estrictamente prohibido.
Está situada en las afueras del núcleo urbano de Lloret de Mar. La playa está rodeada de acantilados y de un espeso pinar. Sobre los acantilados de la parte izquierda están los Jardines de Santa Clotilde desde los cuales se pueden admirar unas espectaculares vistas de la cuesta.
La cala está separada en dos partes por Sa Roca des Mig, que divide el arenal en dos playas: una llamada Sa Cova (aunque en la cala no hay ninguna cueva) y la otra Sa Boadella. La denominación de Sa Cova (en el lado de la playa de Santa Cristina), actualmente casi ha desaparecido y toda la playa se conoce como Sa Boadella.
La playa ha sido distinguida con el distintivo de Bandera Azul.
Hasta hace unos años entraban las golondrinas, pero dejaron de hacerlo a causa de unas corrientes, imperceptibles a la vista, que ya habían provocado algún susto.
Los servicios de transporte marítimo que van atracando en las distintas playas de Lloret, Tosa, etc facilitando el movimiento de personas entre puntos costeros admirando el bello litoral, no hacen escala en esta cala debido a su composición rocosa.
- Datos: Q11910879
- Multimedia: Cala sa Boadella / Q11910879